# 陝西師範大学
陝西師範大学（せんせいしはんだいがく、英称：Shaanxi Normal University）は中国陝西省西安市にある、中国教育部に直属している国家「211プロジェクト」重点大学の1つに選ばれている重点大学である。

## 沿革
- 1944年 - 陝西省立師範専科学校が創建[1]。
- 1954年 - 西安師範学院と改名。
- 1960年 - 陝西師範学院との合併により陝西師範大学として設立。
- 1978年 - 中華人民共和国教育部直属の大学となる。
- 2005年 - 中国211工程重点大学となる。

## 組織
- 教育科学部
- 政治経済学部
- 旅行環境学部
- 生命科学部
- 文学部
- 歴史文化学部
- 数学情報科学部
- 物理学情報技術学部
- 科学材料学部
- コンピュータ科学部
- 新聞放送学部
- 外国語学部
- 体育学部
- 国際商学部
- 食品工学部
- 美術学部
- 音楽学部
- 国際漢学部
- 人文社科基礎教学部
- 理工科基礎教学部

## 日本における協定校
- 都留文科大学
- 奈良大学
- 岡山大学

部局間協定
- 武蔵野大学と外国語学院